# Three Forks
Three Forks – miasto w hrabstwie Gallatin w stanie Montana w Stanach Zjednoczonych. Nazwa Three Forks (ang. potrójne rozwidlenie) pochodzi od znajdującego się w pobliżu miejsca, w którym trzy rzeki - Jefferson, Madison i Gallatin łączą się dając początek rzece Missouri.